# Dorthe Andersen
Dorthe Andersen (født 29. marts 1968) er en dansk tv-vært og sangerinde. Hun deltog som solist i Dansk Melodi Grand Prix 1992 med sangen “Vild med dig”. Sangen ikke kom med i konkurrencens point-givende finale.
Hun vandt til gengæld Danske Melodi Grand Prix i 1996 med sangen [["Kun med dig"]]. En duet fremført sammen med Martin Loft.
Som følge af for mange deltagerlande var der en forudvælgelse dette år der skulle sende alle tilmeldte sange videre til den store finale. Danmark kom ikke videre fra denne forudvælgelse og skulle derfor ikke deltage i Eurovision Song Contest 1996 dette år, hvorfor duetten ikke kom med til dette arrangement.
Hun har været vært på DR's programserie Hvad er det værd? fra 2002 til 2005.
Dorthe Andersen er søster til sangerinden Jette Torp.